# Yves Patrick Delachaux
Pour les articles homonymes, voir Delachaux.
Œuvres principales
- Flic de Quartier

Yves Patrick Delachaux, né à Genève en 1966 et mort le 8 mars 2024 dans la même ville, est un romancier, scénariste, essayiste, formateur d’adulte, ancien gendarme et consultant expert de police. Il publie ses romans sous le nom Patrick Delachaux.

## Biographie
Après 12 années d'intervention policière il rejoint le service psychologique de la police cantonale genevoise. Il y reste 5 ans, avec pour mission de développer et piloter les programmes d'éthique et droits de l'homme. Il obtient un Master à l’Université de Genève, en faculté des sciences de l'éducation, en 2005. Il quitte ses fonctions à la gendarmerie en 2008.
- En 2003 et 2005, il publie ses deux premiers romans Flic de Quartier et Flic à Bangkok. Ces deux ouvrages sont directement inspirés de sa pratique.
- En 2007, il publie un essai intitulé Présumé non coupable, des flics contre le racisme[4]. Deux ans plus tard, il publie Police, état de crise ? Une réforme nécessaire[5] avec Frédéric Maillard.
- En 2008, il est élu à l'Assemblée constituante du canton de Genève.
- En 2010, Yves Patrick Delachaux publie un troisième essai Policier, gardien de la paix ?, également avec Frédéric Maillard.
- En 2011, il sort son troisième roman Grave Panique inspiré d'une mission en France (Seine-Saint-Denis).
- En 2013, il publie le carnet de voyage Déroute.

Yves-Patrick Delachaux travaille encore comme scénariste et conseiller auprès de maisons de production de films, et à l’adaptation cinématographique de ses textes, notamment le scénario Flic de Quartier qu’il a développé avec Jean-Éric Troubat et Christian Lyon.
Il a été engagé à Genève par Light Night Production pour 10, une série télévisée (10 × 26 min), dont l’idée originale est de Christophe Marzal ; à Paris par Gaumont pour Schengen, une série télévisée (6 × 52 min) en développement avec Laurent Herbiet et Gérard Carré ; par Image & Compagnie pour Frontière, une série télévisée (8 × 52 min) en développement avec Émilie Clamart Marsollat ; à Genève par Troubadour Films pour Chacun son destin, une série télévisée (13 × 26 min) en développement avec Christian Lyon et Nasser Bakhti ; à Genève par PCT cinéma télévision pour Brûlures, une série télévisée (6 × 52 min) en développement avec Elena Hazanov, à Genève par PCT cinéma télévision pour Drôle de Cirque, long métrage pour la Télévision suisse romande ; à Genève par PCT cinéma télévision pour Sapinhaut, une bouffée d’air folk, documentaire sur un festival folk ; il travaille aujourd’hui avec Cyril Raffaelli pour un long métrage Les Aigles des Balkans.
Yves Patrick Delachaux a collaboré avec le réalisateur Claudio Tonetti à l'adaptation en court métrage, de la nouvelle Pavane für ein Totes Kind (Pavane pour un enfant défunt) de Cédric Segapelli, ainsi que pour une série télévisée de 6 × 52 min Brigade des mœurs, Light Night Production, Genève.
Depuis 2017, il a développé pour PS Production (Châtel-Saint-Denis), le scénario d’un long métrage Passer l’hiver, avec le réalisateur Pierre Monnard. Ce projet aboutira au tournage du film Bisons sorti dans les salles romandes et alémaniques en février 2024. Ce film a reçu 6 nominations pour le prix du cinéma suisse 2024.

### Romans
- Déroute, Yves Patrick Delachaux, Genève : Sauvages, 2013
- Grave Panique, Yves Patrick Delachaux, Genève : Zoé, 2011
- Flic à Bangkok, Yves Patrick Delachaux, Paris : Seuil, 2007. Coll. Points Policier
- Flic à Bangkok, Yves Patrick Delachaux, Genève : Zoé, 2005
- Flic de Quartier, Yves Patrick Delachaux, Genève : Zoé, 2006. Coll. Zoé Poche
- Flic de Quartier, Yves Patrick Delachaux, Genève : Zoé, 2003[7]

### Monographies - Essais
- Policier, gardien de la paix ?, Yves Patrick Delachaux & Frédéric Maillard, Charmey : Les éditions de l’Hèbe. Coll. La Question, 2010
- Police, état de crise ?, Yves Patrick Delachaux & Frédéric Maillard, Lausanne : Revue Economique et Sociale, 2009[8]
- Présumé non coupable : des flics contre le racisme, Yves Patrick Delachaux, Saint-Maurice : Éd. Saint-Augustin, 2007[9]

### Articles & contributions
- Paroles de policiers. (p. 32-35) In Revue Tangram. No 26 (décembre 2010). Berne : Commission fédérale contre le racisme
- Question policière : la culture policière est-elle favorable pour générer une nouvelle action de pensée ?, in Revue Économique et Sociale, vol. 66 No 2, 2008, p. 8-12. (Police et nouvel ordre social Lausanne : Société d’études économiques et sociales)
- La question discriminatoire dans la police. Journal Protect-It, 2007
- Police : le « racisme » est l’arbre qui masque le débat. Revue Repère social, 2006
- Police et discriminations raciales. Forum du Centre genevois d’anthropologie, 2005
- Sensibilisation aux relations interculturelles et communautaires: naissance et renaissance d’un projet de partenariat avec la police genevoise. In : L'éducation en débats : analyse comparée, Vol 2. / Sarah Khalfallah, Alain Devegney, Yves Delachaux
- La police, agent de socialisation ? Un autre regard d’un fonctionnaire de police. ContinentPremier.com, 2004
- Sommes-nous capables d’apporter une réponse adéquate à la question « La police, agent de socialisation » ? Neuvième colloque international Metropolis, 2004
- L’Action Tragique du service public. Colloque international à Genève, 2004
- Femmes – Travail – Formation. La place des femmes dans la Gendarmerie genevoise, 2002

### Cinématographie
- Bisons (2024), long métrage, fiction, réalisation Pierre Monnard, PS production, Suisse. Scénario Yves Patrick Delachaux, Emmanuelle Fournier-Lorentz, Dominique Turin & Nicolas Hislaire
- Passer l'hiver (2019), long métrage, fiction, réalisation Pierre Monnard, PS production, Châtel-Saint-Denis, Suisse.
- Brigade des mœurs (2019), série télévisée. 6 × 52 min. En co-développement avec Claudio Tonetti. Light Night Production, Genève.
- Sapinhaut, une bouffée d'air folk (2017) Documentaire réalisé par Pierre-André Thiébaud, PCT cinéma télévision SA, Martigny. Scénario Pierre-André Thiébaud & Yves Patrick Delachaux
- Drôle de cirque (2016) PCT cinéma télévision SA, Martigny. Pour Télévision Suisse Romande. Production Pierre-André Thiébaud. Idée originale, développement et scénario Yves Patrick Delachaux.
- Les Aigles des Balkans, long métrage, fiction en co-développement avec Roberto Bestazzoni, Cédric Segapelli et Hugues Martin
- Flic de quartier en coadaptation avec Jean Éric Troubat, Christian Lyon et Yves Patrick Delachaux d’après le livre Flic de quartier, Patrick Delachaux. Genève : Zoé
- Banlieue rouge, fiction policière en codéveloppement avec Cédric Segapelli et Claudio Tonetti.
- Schengen (en développement), série télévisée. 6 × 52 min. Gaumont, Paris. Production Isabelle Degeorges. Idée originale et développement du scénario : Laurent Herbiet, Gérard Carré, Caroline Van Ruymbeke et Yves Patrick Delachaux
- L’heure du secret (2013), série télévisée, saison 2. 7 × 42 min. CabProductions, Lausanne. Pour la Télévision Suisse Romande. Production Jean-Louis Porchet. Scénario : Alain Monney et Gérard Mermet. Réalisation : Eléna Hazanov.
- Chacun son destin (2011) Série télévisée. 13 × 26 min. Troubadour films production, Genève. Pour Télévision Suisse Romande. Production Nasser Bakhti. Idée originale et développement du scénario : Yves Patrick Delachaux, Christian Lyon et Nasser Bakhti
- Dix (2010) Série télévisée. 13 × 26 min. Light Night Production, Genève. Production : Patricia Plattner. Idée originale et développement du scénario : Christophe Marzal. Réalisation : Jean-Laurent Chautems. Prix de la meilleure série au festival de la Rochelle 2010[10]
- Pas les flics, pas les Noirs, pas les Blancs (2002) personnage principal avec Sarah Khalfallah et Alain Devegney du film documentaire Pas les flics pas les Noirs pas les Blancs, de Ursula Meier, coproduit par Arte et la Télévision suisse romande. Premier prix du festival Vision du Réel, Nyon, 2002[11]